# Haliclona hydroida
Haliclona hydroida är en svampdjursart som beskrevs av Tanita och Kazuo Hoshino 1990. Haliclona hydroida ingår i släktet Haliclona och familjen Chalinidae. Inga underarter finns listade i Catalogue of Life.